# Csendes-völgy
A 16 km hosszú szlovákiai Csendes-völgy (szlovákul Tichá dolina) a Tátra leghosszabb, gyönyörű és geológiai szerkezete miatt egyedülálló völgye a Liptói-havasokban. 1999-ben nemzeti természetvédelmi területté nyilvánították. Az 5967 hektáron az élő és az élettelen természet ritka fajai, illetve képződményei figyelhetők meg: különleges állatfajok és endemikus növényfajok, magashegyi karszt kőzetformák, barlangok és szakadékok. Mindez tudományos szempontból értékes lelőhellyé teszi a területet; főként a másodkorból származó dinoszauruszleletről ismerik.
A Csendes-völgyet a lenyűgöző szépségű Vörös-hegyek (Červené vrchy) zárják. Jellegzetes hegycsoportot alkotnak a Nyugati-Kárpátok keleti részében. Legmagasabb csúcsuk a 2122 méteres Kresanica. A Vörös-hegyek az 1680 méter magasan fekvő Tomanova-hágó és az 1947 méter magasan lévő Liliom-hágó, Liliowe-hágó közt emelkednek.
Anyaguk mészkő, színes növényviláguk és különféle karsztformáik felkeltik a látogatók figyelmét. Ezt a 3,5 km²-nyi magashegységi karsztot kürtő formájú szakadékok tagolják. Kiválik közülük a 60 méter mély Jeges-szakadék (Ladová priepasť), a 71 méter mély Kresanica és a 164 méter mély Hátsó-hegyszakadék (Zadný úplaz).
Itt található Szlovákia legmagasabban fekvő barlangja, a 30 méter mély Felső-Kresanica (Vyšná Kresanica) 2081 méter magasságban nyílik.
A Vörös-hegyek lábát a magashegységi növényzet ritka fajai borítják. Különösen szépek a tárnicsfajok – a fecsketárnics (Gentiana asclepiadea), a pompás tárnics (Gentiana clusii) és a tavaszi tárnics (Gentiana verna). A pompás tárnics a mészkősziklákon nő, májusban és június elején virágzik; a tavaszi tárnics inkább a hegyvidék alacsonyabb szintjein fordul elő, már májusban virágzik, de a magasabb szinteken még szeptemberben is díszeleg. Főként a mészkőalapú réteket és a havasi réteket kedveli.